# 1420
Évszázadok: 14. század – 15. század – 16. század
Évtizedek: 1370-es évek – 1380-as évek – 1390-es évek – 1400-as évek – 1410-es évek – 1420-as évek – 1430-as évek – 1440-es évek – 1450-es évek – 1460-as évek – 1470-es évek
Évek: 1415 – 1416 – 1417 – 1418 –  1419 – 1420 – 1421 – 1422 – 1423 – 1424 – 1425

## Események
- május 21. – A troyes-i béke.[1]  A burgundiak nyomására VI. Károly francia király örökösének és Franciaország legnagyobb része tényleges urának ismeri el V. Henrik angol királyt.
- Az Erdélybe betört török sereg Hátszegnél megveri a magyar sereget.
- Valois Katalin férjhez megy V. Henrik angol királyhoz.
- Pekingben elkezdődik a Mennyei Templom építése.
- Luxemburgi Zsigmondot megkoronázzák cseh királynak.
- Terni umbriai város a Pápai állam részévé válik.
- Ulug bég Szamarkandban csillagvizsgálót épít.

## Születések
- április 1. – I. György cseh király, Csehország egyetlen huszita királya († 1471)
- Jack Cade, az 1450-es angliai lázadás vezetője († 1450)

## Európai időjárás
Tavaszi virágok januárban Párizsban, cseresznyevirágzás március elején Nyugat- és Közép-Európában.
Forró időszak februártól októberig, a fák másodvirágzása, a szőlők károsodtak az aszály miatt.